# Falsomesosella parvula
Falsomesosella parvula là một loài bọ cánh cứng trong họ Cerambycidae.